# Cucullia hannemanni
Cucullia hannemanni là một loài bướm đêm trong họ Noctuidae.